# 吉田峰明
吉田 峰明（よしだ みねあき、1961年4月1日 - ）は、福岡県福岡市生まれの作曲家。

## 略歴
- 東京芸術大学大学院修了
- 1987年度全日本吹奏楽コンクール課題曲公募入選
- 活水女子大学音楽学部教授・副学長
- 日本作曲家協議会、日本電子音楽協会、日本ポピュラー音楽学会会員

## 主な作品

### 吹奏楽曲
- 渚スコープ（1987年度全日本吹奏楽コンクール課題曲）

### 合唱曲
- 女声合唱組曲「ばらは、一つのばら」
- 少年少女のための合唱組曲
  - 「わたしが呼吸するとき」（2004年）
  - 「虹がなければ」（2006年）
  - 「だれも知らない」（2008年）
  - 「風と人のオペラ」（2009年）
  - 「まあるい地球の君と僕」（2013年）
  - 「歌の始まり」（2014年）
  - 「未来のシンフォニー」（2016年）
  - 「鐘の音のひびきに」（2017年）
- クラスコーラス曲集「いちねんかん」（2009年）
- 少年少女のための合唱曲集
  - 「未来へ」（2010年）
  - 「あした飛ぶ鳥」（2011年）
- 少年少女合唱組曲「地球に生きる」（2012年）
- 同声合唱のための 「あしたの扉」 （2015年）

少年少女のための合唱組曲「わたしが呼吸するとき」のみ音楽之友社から出版されている（当初は全日本合唱普及会から出版）が、残りはすべて全日本合唱普及会から出版されている。

### ピアノ曲
- ピアノソナタ